# Brigantes

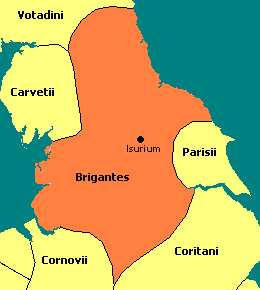
Brigantia.

Los brigantes (Βρίγαντες) eran un pueblo celta que en la Edad de Hierro y hasta la ocupación romana controló buena parte del Norte de Inglaterra, con centro en la actual Yorkshire. En el noroeste limitaban con los carvetii, con los parisii al este y al sur con los coritani y los cornovii. Su reino era conocido como Brigantia y su capital Isurium Brigantum (Aldborough, en North Yorkshire). Otras poblaciones importantes fueron Eboracum (York), Rigodunum (Castleshaw, en Mánchester) y Olicana (Elslack, en North Yorkshire).
La raíz del nombre significa "alto" o "elevado", pero no está claro si es una alegoría de nobleza o hace referencia al hecho de que ubicaban sus asentamientos fortificados en las alturas de las colinas. También era el nombre de su diosa tutelar, Brigantia, diosa madre, de la victoria y la soberanía.

## Historia

### Britania prerromana
Los orígenes de los brigantes son oscuros. Hubo varios antiguos asentamientos con el nombre de "Brigantium" en la Europa continental, e incluso una tribu brigantes en la actual La Coruña, España, en la Gallaecia. Probablemente esta última estaba relacionada con la tribu británica, al igual que los brigantii de los Alpes, en la antigua Retia (hoy, Bregenz y Briançon). Los brigantes fueron la única tribu celta en habitar tanto Gran Bretaña como Irlanda, donde poblaron los condados de Wexford, Kilkenny y Waterford. Teniendo en cuenta lo expuesto, para algunos este pueblo migró de Retia a España, de allí se expandió a Irlanda y finalmente a Gran Bretaña.
Pero relacionados o no con las tribus de España o de los Alpes, ciertamente fueron parte de las invasiones de Hallstatt, la oleada celta que ocupó Gran Bretaña, y probablemente crecieron desde una confederación de pequeñas tribus y clanes hasta absorber a otros pueblos, como los Gabrantovices (North Yorkshire), Latenses (Leeds), Setantii (Lancashire), Lopocares y Textoverdi (al norte, donde se construiría el Muro de Adriano) e incluso los Carvetii de Cumbria, quienes recuperarían su autonomía con la invasión romana.

### Britania romana

#### Las invasiones de César
La primera invasión de Prydein (como llamaban en ese entonces a la isla sus habitantes) por Roma la efectuó Julio César, quien en 55  a. C. desplegó una operación de alcance limitado en Kent, y en 54  a. C., con un mejor conocimiento del país, desembarcó nuevamente para su conquista. Avanzó por el sudeste hasta vencer a los catuvellani, pero decidió invernar en Galia y los hechos posteriores impidieron su regreso. 
El territorio de los brigantes no resultó afectado por este primer ataque. En Britania podían reconocerse a esas alturas tres áreas de influencia: el reino de los brigantes al norte, la zona de hegemonía de los catuvellani y las tribus de Gales.

#### La conquista
En 43  d. C. el emperador Claudio reemprendió la conquista romana de Britania, encargando el mando a Aulo Plaucio y con la excusa de reponer en el trono a Verica, un rey exiliado de los atrébates. La principal resistencia la opuso una confederación de las tribus de los catuvellani y los trinovantes, liderada por Caratacus (Caradawc) y Togodumno, los hijos del rey de los catuvellani, Cunobelinus, pero fue rápidamente superada y Plaucio consiguió tomar su capital, Camulodunum (actual Colchester), con lo que once jefes del sudeste de Britania se rindieron a Claudio, entre ellos los de los atrébates, los icenos y la reina de los brigantes Cartimandua. Togodumno fue muerto pero Caratacus logró huir al oeste y se convirtió en cabecilla de la resistencia, centrada en Gales.
En 44, el comandante de la Legio II Augusta, Tito Flavio Vespasiano, dirigió una fuerza expedicionaria contra el oeste de la isla, mientras que la Legio IX Hispana fue enviada hacia el norte, hacia Lincoln.
En 47, el nuevo gobernador de Britania, Publius Ostorius Scapula, fue obligado a abandonar su campaña contra los Deceangli del norte de Gales ante un levantamiento de una facción de los brigantes, contra los que actuó rápidamente ejecutando a sus cabecillas.

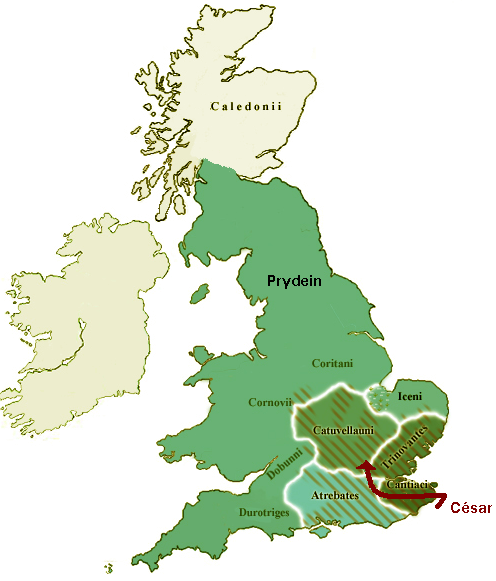
Britania, 54   a. C., invasión de César.
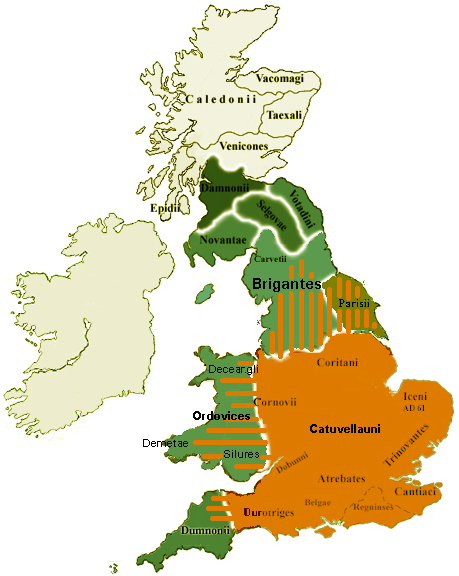
Britania, segunda invasión romana.

#### Alianza y rebelión
En 51 Publius Ostorius Scapula vence finalmente a Caratacus, que lideraba a siluros y ordovicos, en la Batalla de Caer Caradoc. El derrotado caudillo de la revuelta en Gales, Caratacus, huyó al norte y solicitó refugio a la reina de los brigantes Cartimandua, pero ésta lo entregó encadenado a los romanos, quienes premiaron la acción calificándola junto a su esposo Venutius como leal amiga y protegida de Roma.
Pronto Cartimandua puso a prueba la alianza: se divorció de Venutius, quien se alzó en armas contra la reina y sus aliados romanos durante el gobierno de Aulus Didius Gallus (52-57). 
Venutius se hizo fuerte en la fortaleza de Stanwick, mientras que en 53 Roma consolidó su posición al sur de Brigantia, construyendo fortificaciones en Templeborough (Rotherham), Brough on Noe y Rossington Bridge (Doncaster).

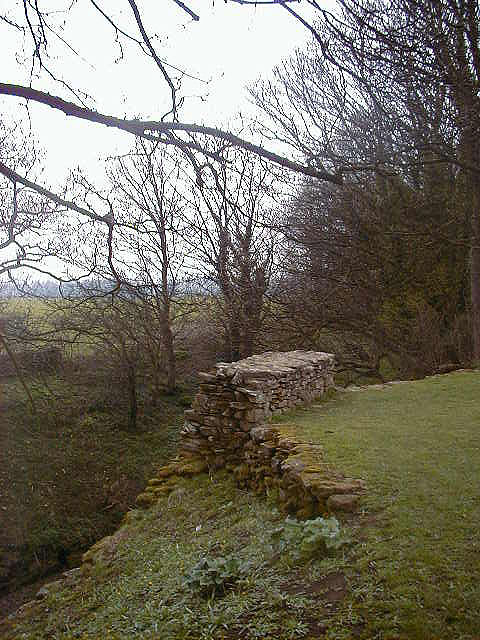
Restos del muro de Stanwick.

Tras ventajas parciales obtenidas por uno y otro bando, finalmente en 56 Venutius fue derrotado por la IX en la región de Barwick in Elmet. Sofocada la revuelta, Cartimandua tomó como marido a Vellocatus, antiguo compañero de armas de Venutius. Brigantia mantuvo su alianza con Roma incluso durante la gran rebelión liderada por la reina de los iceni, Boudica, que puso en jaque el dominio romano de Britania.
En 69, aprovechando el caos de Roma en el llamado Año de los cuatro emperadores, Venutius se alzó nuevamente en armas, con apoyo de tropas de los Carvetii, Novantae y Selgovae. Roma sólo pudo enviar tropas auxiliares, las cuales no bastaron para impedir la ocupación del país, pero al menos pudieron rescatar a la reina.

#### Ocupación y resistencia
Cuando Vespasiano se convirtió finalmente en el emperador, envió a Quinto Petillio Cerial como gobernador de Britania, quien en 71 inició la contraofensiva contra los brigantes. Si bien los venció en 73, empujando a los sobrevivientes rebeldes hacia el norte (Caledonia), le tomó varios años completar una relativa pacificación del territorio.

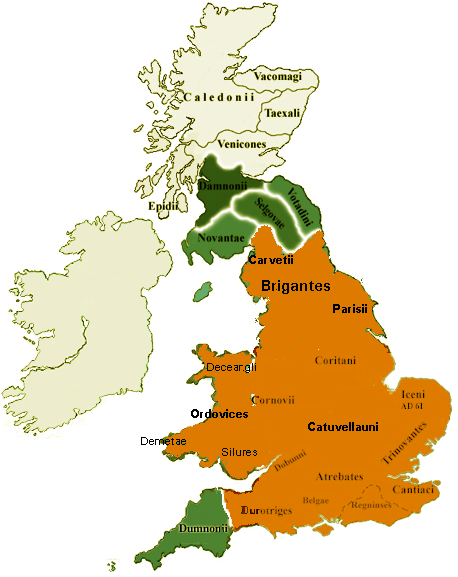
Britania, 79  d. C.
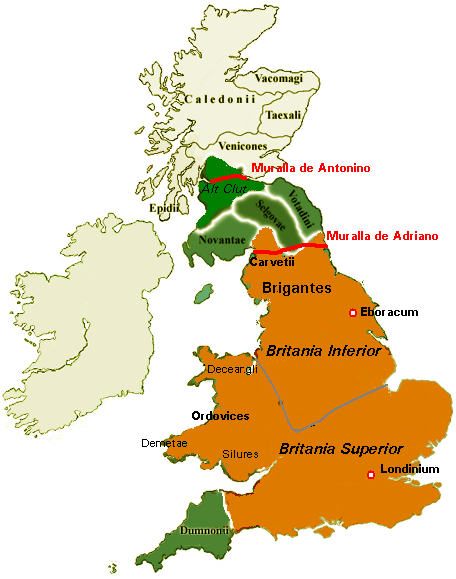
Britania, Siglo II.
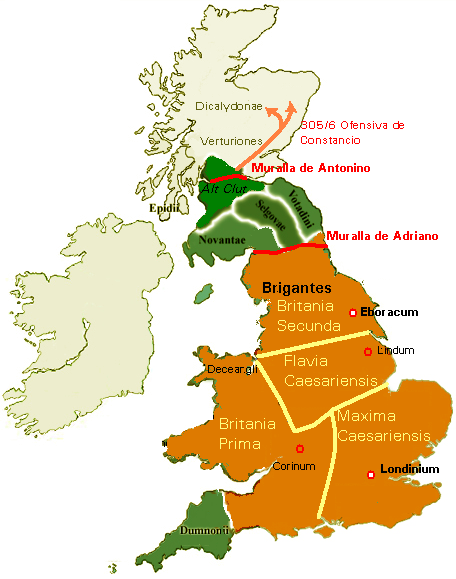
Britania, reorganización de Constancio.

Del gobierno de Gnaeus Julius Agrícola (gobernador entre  78-84) se conservan registros acerca de operaciones militares en territorio de los brigantes durante el año 80, preludio de la ofensiva romana sobre Caledonia que culminó con la victoria en la batalla de Monte Graupio. 
El poeta romano Juvenal escribe a comienzos del siglo II una escena donde un romano insta a su hijo a alcanzar la gloria destruyendo los fuertes de los brigantes. En efecto, las rebeliones continuaron: entre 100 y 105 hubo un levantamiento bajo el rey Argiragus, en 115 una nueva sublevación aniquiló a las guarniciones romanas de Eburacum (York) y en 118 una nueva rebelión de los brigantes fue también derrotada.
En 122 el emperador Adriano visitó Britania y decidió construir una línea fortificada, la que se conocería como Muro de Adriano, con el objetivo directo de detener a los pictos en sus incursiones, pero también para mantener aislados a los brigantes de las tribus del norte, dificultándoles la coordinación de una acción común. 
Hay referencias asimismo de Pausanias a una campaña efectuada durante el imperio de Antonio Pío (138-161.). La avanzada fue consolidada con una nueva línea fortificada, la llamada Muralla de Antonino Pío (142-144). Siendo gobernador de Britania Cneo Julio Vero, entre 154 y 157, hubo una nueva rebelión de los brigantes y como consecuencia perdieron todo derecho como Estado cliente.
En la división administrativa romana del año 197, la antigua Brigantia fue parte de Britania Inferior, aunque por un tiempo su población fue regida directamente por el mando militar. En 208 Septimio Severo con sus hijos Geta y Caracalla emprenden una última e infructuosa campaña ofensiva contra los caledonios.

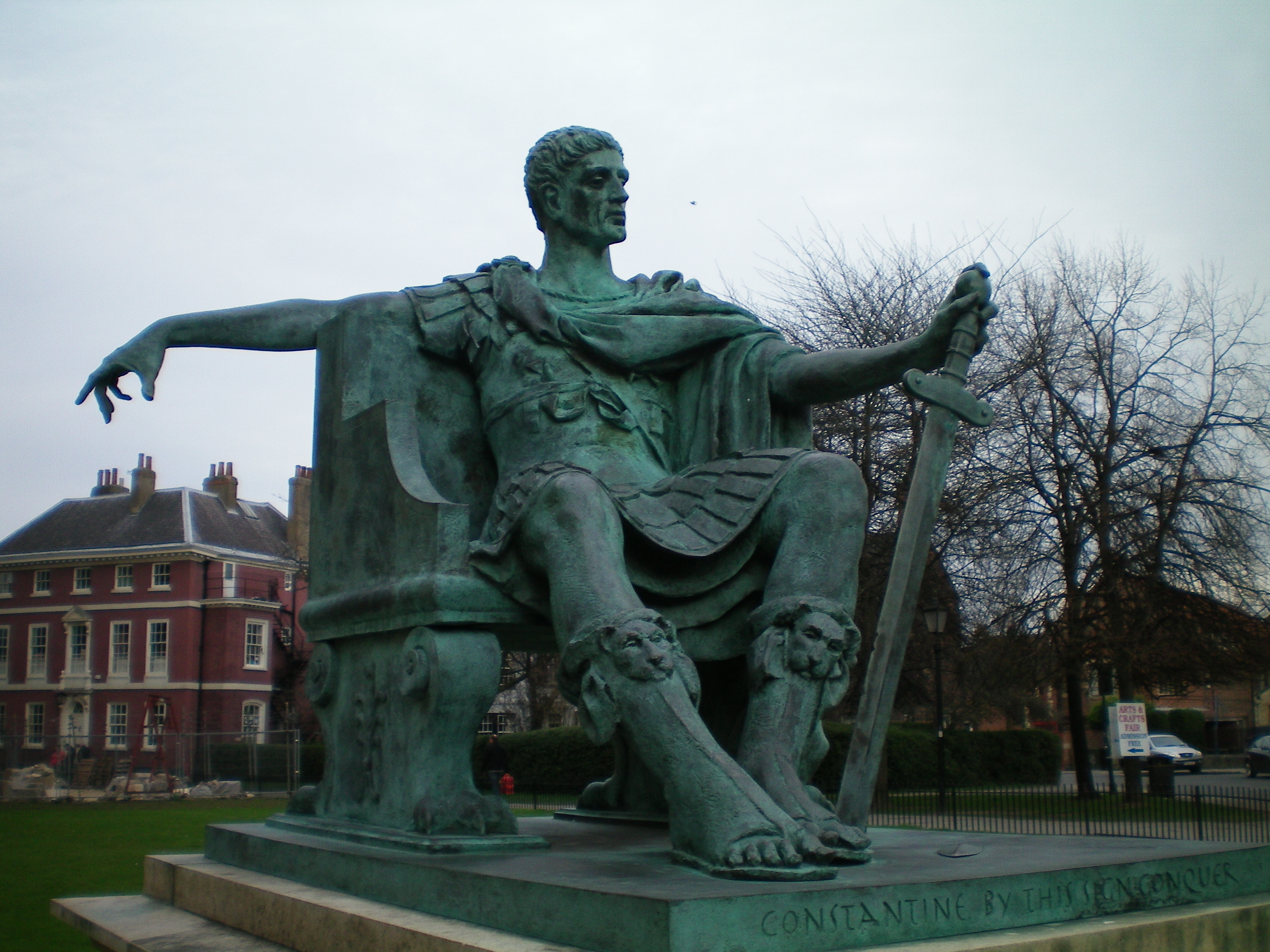
Estatua de Constantino I el Grande en York (Eboracum), ciudad donde fue proclamado emperador.

En la reorganización efectuada por Constancio Cloro, posiblemente en 296 durante el principado de Diocleciano, la antigua Brigantia fue integrada a la Britania Secunda, con capital en York (Eboracum). En 306 el ahora emperador Constancio Cloro enfermó durante una expedición contra los pictos en Caledonia, muriendo en la capital brigantina, Eboracum, y allí sus tropas proclamaron emperador a su hijo, Constantino I el Grande. 
No hay mayores referencias: a partir de estas fechas y especialmente desde la invasión de 367 las incursiones de pictos y escotos son permanentes y la tierra de los brigantes es en realidad zona de guerra.
Pronto la presión también vino del sur. Desde 383 se registran incursiones de frisones y sajones, las cuales arreciaron a medida que, por un lado, aumentaba sobre los pueblos germanos la presión desde el oeste y, por otro, las fuerzas romanas se reducían con la partida de una legión con Máximo en 384 y otra para combatir a los visigodos de Alarico I en Italia en 401.

### Las invasiones
Cuando en 407 la última legión de Britania, la Legión II Augusta, embarcó hacia la Galia, los brigantes quedaron en la primera línea enfrentando el desborde final de pictos y escotos y tan sólo un año después, los pictos avanzaron hacia el sur superando las defensas de los brigantes, en tanto los sajones invadían a espaldas de los bretones, quienes consiguieron a duras penas contenerlos mientras pedían ayuda contra los bárbaros al Emperador Honorio en 410, sin resultado.
En Britania Secunda, en la región del sur de Escocia y norte de la actual Inglaterra que incluía a los brigantes y que empezó a ser llamada Yr Hen Ogledd ("El viejo norte") el último de los Dux Brittanniarum, Coel Hen "El Protector", pudo crear y mantener un reino unido durante los primeros años, pero a su muerte se dividió en tres reinos y gradualmente la organización tornó a sus bases tribales históricas.
El período de 410 a 455 fue una "Edad Oscura" en Inglaterra, de anarquía tribal, guerras, hambrunas y conflictos religiosos. Cuando San Germán de Auxerre visitó la isla en 429 ese fue el panorama que vio. Según la leyenda, reagrupó a los romanos y logró una gran victoria el día de Pascuas.
En 446 el partido prorromano solicitó al general romano Aecio el envío de auxilio para hacer frente a las tribus del norte, lo que no fue posible, ya que se enfrentaba a Atila. El caudillo Vortigern, que había usurpado el título de gran rey en 425 y lideraba la facción antirromana, había favorecido la instalación de tribus germánicas para consolidar su posición en las guerras civiles. El jefe de la facción prorromana, Ambrosius Aurelianus, consiguió vencerlo en la batalla de Guoloph (Wallop, cerca de Salisbury) y consolidarse en el oeste, pero en el este anglos, sajones y jutos continuaron fortaleciendo sus posiciones. Para 452 éstos habían vencido a los pictos, pero también se habían abierto las puertas a una migración en gran escala. Los jutos alrededor de 456 eliminaron a su aliado Vortigern y tomaron Kent. Comenzaba la invasión germánica.
En 477, los sajones desembarcaron en la costa meridional y crearon el reino de Sussex («sajones del sur»). Un nuevo grupo desembarcó al oeste y fundó Wessex («sajones del oeste») y otro al norte de Kent Essex («sajones del este»).  
Alrededor de 540, se sumaron los anglos, quienes crearon una serie de reinos al norte del Támesis. En la tierra de los iceni fundaron el reino de Anglia Oriental, al oeste, el de Mercia ("marca", "frontera"). Los britanos quedaron aislados al norte y oeste de Mercia, en tierras ancestrales de los brigantes y en Gales.
Al norte, más allá del río Humber, los celtas se habían reorganizado en pequeños reinos: Deira (Yorkshire) en la tierra de los parisii, más al norte, en la de los brigantes, Elmet (con centro en Loidis, Leeds), Craven y Bernicia (hasta el Estuario de Firth), más allá Rheged en el territorio ancestral de los carvetii y adentrándose en Escocia, en tierra de los Votadini el reino de Gododdin.
Pero el avance de los nuevos invasores continuó: en 547 el anglo Ida se convirtió en rey de Bernicia, en 559 Aella en rey de Deira, en 604 el nieto de Ida, Eteelfrido, rey de Bernicia, unificó su reino con Deira, creando el de Northumbria, que se consolidaría en 617 bajo el rey Edwin, hijo de Aella, quien absorbería Elmet a la muerte de su rey, Ceretic, convirtiéndose en el más poderoso rey anglosajón de la época. York, la antigua Eboracum, sería su capital. La tierra de los brigantes ya era sajona.

## Asentamientos
Ptolomeo menciona nueve ciudades principales de los brigantes, a saber;
| Nombre en latín   | Actual           | Condado         |
| ----------------- | ---------------- | --------------- |
| Epiacum           | Whitley Castle   | Northumberland  |
| Vinovium          | Binchester       | County Durham   |
| Caturactonium     | Catterick        | North Yorkshire |
| Calatum           | Burrow, Lonsdale | Lancashire      |
| Isurium Brigantum | Aldborough       | North Yorkshire |
| Rigodunum         | Castleshaw       | Gran Mánchester |
| Olicana           | Elslack          | North Yorkshire |
| Eboracum          | York             | York            |
| Cambodunum        | Slack            | West Yorkshire  |

Otros asentamientos conocidos son:
- Bremetenacum Veteranorum (Ribchester, Lancashire)
- Calcaria (Tadcaster, North Yorkshire)
- Luguvalium (Carlisle, Cumbria)
- Coria (Corbridge, Northumberland)